# Gornja Rovca Bulatovići
Gornja Rovca Bulatovići este un sat din comuna Kolašin, Muntenegru. Conform datelor de la recensământul din 2003, localitatea are 147 de locuitori (la recensământul din 1991 erau 193 de locuitori).

## Demografie
În satul Gornja Rovca Bulatovići locuiesc 117 persoane adulte, iar vârsta medie a populației este de 42,0 de ani (39,8 la bărbați și 44,2 la femei). În localitate sunt 49 de gospodării, iar numărul mediu de membri în gospodărie este de 3,00.
Această localitate este populată majoritar de sârbi (conform recensământului din 2003).
|  |

| Demografie | Demografie | Demografie |
| An         | Locuitori  | Locuitori  |
| ---------- | ---------- | ---------- |
|            |            |            |
|            |            |            |
|            |            |            |
|            |            |            |
| 1948       | 325        |            |
| 1953       | 399        |            |
| 1961       | 393        |            |
| 1971       | 340        |            |
| 1981       | 251        |            |
| 1991       | 193        | 193        |
| 2003       | 147        | 147        |

| \| Componența etnică conform recensământului din 2003[2] \| Componența etnică conform recensământului din 2003[2] \| Componența etnică conform recensământului din 2003[2] \| Componența etnică conform recensământului din 2003[2] \| Componența etnică conform recensământului din 2003[2] \| \| ----------------------------------------------------- \| ----------------------------------------------------- \| ----------------------------------------------------- \| ----------------------------------------------------- \| ----------------------------------------------------- \| \| \| \| \| \| \| \| Sârbi \| Sârbi \| \| 108 \| 73,46% \| \| Muntenegreni \| Muntenegreni \| \| 37 \| 25,17% \| \| Croați \| Croați \| \| 1 \| 0,68% \| \| necunoscută \| necunoscută \| \| 1 \| 0,68% \| |              |  |     |        |
| Componența etnică conform recensământului din 2003 |              |  |     |        |
| |              |  |     |        |
| Sârbi | Sârbi        |  | 108 | 73,46% |
| Muntenegreni | Muntenegreni |  | 37  | 25,17% |
| Croați | Croați       |  | 1   | 0,68%  |
| necunoscută | necunoscută  |  | 1   | 0,68%  |